# Can Tras (Castell d'Aro, Platja d'Aro i s'Agaró)
Can Tras, també anomenat Can Canons, és un habitatge unifamiliar al nucli de Castell d'Aro al municipi de Castell d'Aro, Platja d'Aro i s'Agaró (Baix Empordà) inclosa a l'Inventari del Patrimoni Arquitectònic de Catalunya.

## Descripció
Edificació aixecada en terreny de fort pendent que reflecteix el seu interior amb desnivells per les diferents dependències de la casa. Es desenvolupa a dues alçades i un semisoterrani. Disposa d'un terrassa a la planta d'accés. Originàriament estava adossada al castell i va quedar separada posteriorment al obrir-se un camí per un dels seus costats. Actualment a l'exterior té una falsa decoració modernista que no es reflecteix a l'interior.